# 5900-as busz
Az 5900-as jelzésű autóbuszvonal helyközi autóbuszjárat Kaposvár és Ecseny között, melyet a Volánbusz Zrt. lát el.

## Közlekedése
A járat Kaposvárt és Ecsenyt köti össze, Magyaregrest, Somogyaszalót, Somogygesztit és Mernyét is érintve. A legtöbb járat csak Magyaregresig vagy Somogygesztiig közlekedik.

## Útvonal
| A járat útvonala |
| --- |
| Kaposvár, autóbusz-állomás (Városliget) - Vásártéri út - Berzsenyi u. - Füredi út - Kaposfüredi út - [Magyaregres, Szabadság tér] - 67-es út - [Dózsa György u. - Vörös hadsereg u. - Szabadság u. - Somogygeszti, autóbusz-váróterem - Szabadság u. - Vörös hadsereg u. - Dózsa György u. -] 67-es út - [Mernyeszentmiklós - Táncsics Mihály u. - Polány, Posta - Táncsics Mihály u. - Mernyeszentmiklós -] Felsőmocsolád - Állomás u. - Rákóczi u. - híd - Kossuth Lajos u. - híd - Rákóczi u. - Kossuth u. - Ecseny, autóbusz-váróterem |

## Járművek
A vonalon szóló és midi autóbuszok közlekednek.